# Filmografia Angeliny Jolie

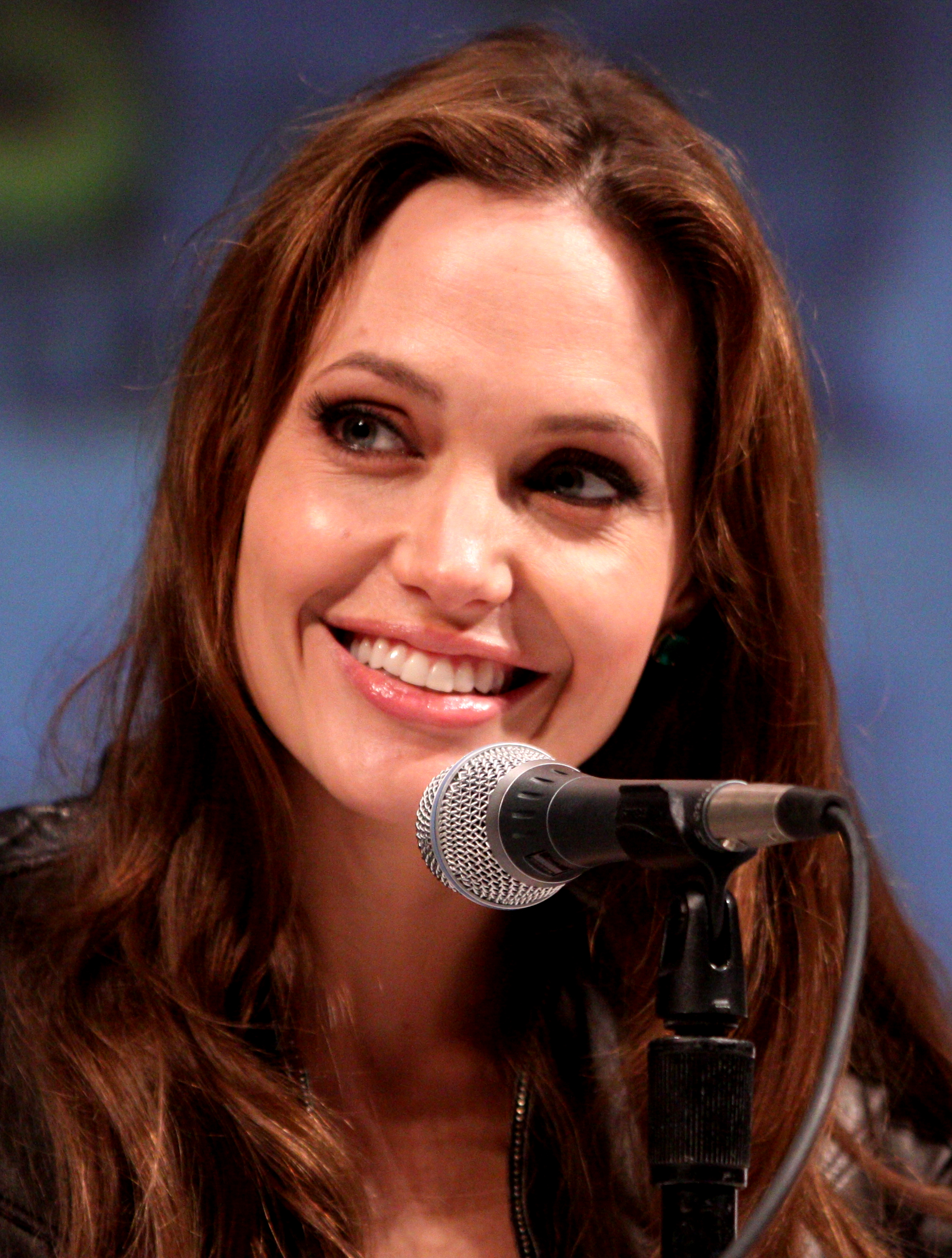
Angelina Jolie (2010)

Angelina Jolie, właśc. Angelina Jolie Voight (ur. 4 czerwca 1975 w Los Angeles) – amerykańska aktorka, Ambasador Dobrej Woli UNHCR oraz członkini Rady Stosunków Międzynarodowych. Laureatka Oscara, trzech Złotych Globów i Nagrody Gildii Aktorów Filmowych.

## Filmografia
| Rok  | Tytuł oryginalny                           | Tytuł polski                          | Rola                            |
| 1982 | Lookin’ to Get Out                         | Szukając wyjścia                      | Tosh                            |
| 1993 | Cyborg 2                                   | Cyborg 2: Szklany cień                | Casella „Cash” Reese            |
| 1993 | Angela & Viril                             |                                       | Angela                          |
| 1993 | Alice & Viril                              |                                       | Alice                           |
| 1995 | Hackers                                    | Hakerzy                               | Kate „Acid Burn” Libby          |
| 1995 | Without Evidence                           | Bez dowodów                           | Jodie Swearingen                |
| 1996 | Mojave Moon                                |                                       | Eleanor „Elie” Rigby            |
| 1996 | Love Is All There Is                       |                                       | Gina Malacici                   |
| 1996 | Foxfire                                    | Wtajemniczenie                        | Margret „Legs” Sadovsky         |
| 1997 | Playing God                                | Udając Boga                           | Claire                          |
| 1997 | True Women (TV)                            | Prawdziwe kobiety                     | Georgia Virginia Lawshe Woods   |
| 1997 | George Wallace (TV)                        |                                       | Cornelia Wallace                |
| 1998 | Gia                                        |                                       | Gia Marie Carangi               |
| 1998 | Hell’s Kitchen                             |                                       | Gloria McNeary                  |
| 1998 | Playing by Heart                           | Gra w serca                           | Joan                            |
| 1998 | Pushing Tin                                | Zmęczenie materiału                   | Mary Bell                       |
| 1999 | The Bone Collector                         | Kolekcjoner kości                     | Amelia Donaghy                  |
| 1999 | Girl, Interrupted                          | Przerwana lekcja muzyki               | Lisa Rowe                       |
| 2000 | Gone in Sixty Seconds                      | 60 sekund                             | Sara ‘Sway’ Wayland             |
| 2001 | Lara Croft: Tomb Raider                    |                                       | Lara Croft                      |
| 2001 | Original Sin                               | Grzeszna miłość                       | Julia Russell                   |
| 2002 | Life or Something Like It                  | Co za życie                           | Lanie Kerrigan                  |
| 2003 | Lara Croft Tomb Raider: The Cradle of Life | Lara Croft Tomb Raider: Kolebka życia | Lara Croft                      |
| 2003 | Beyond Borders                             | Bez granic                            | Sarah Jordan                    |
| 2003 | Trading Women                              |                                       | Narrator                        |
| 2004 | Taking Lives                               | Złodziej życia                        | Illeana Scott                   |
| 2004 | Shark Tale                                 | Rybki z ferajny                       | Lola (głos)                     |
| 2004 | Sky Captain and the World of Tomorrow      | Sky Kapitan i świat jutra             | Francesca „Franky” Cook         |
| 2004 | The Fever (TV)                             |                                       | Rewolucjonistka                 |
| 2004 | Alexander                                  | Aleksander                            | Olimpias                        |
| 2005 | Mr. & Mrs. Smith                           | Pan i pani Smith                      | Jane Smith                      |
| 2006 | The Good Shepherd                          | Dobry agent                           | Clover Wilson                   |
| 2007 | A Mighty Heart                             | Cena odwagi                           | Mariane Pearl                   |
| 2007 | Beowulf                                    |                                       | Matka Grendela                  |
| 2008 | Kung Fu Panda                              |                                       | Tygrysica (głos)                |
| 2008 | Wanted                                     | Wanted – Ścigani                      | Fox                             |
| 2008 | Changeling                                 | Oszukana                              | Christine Collins               |
| 2010 | Salt                                       |                                       | Evelyn Salt                     |
| 2010 | The Tourist                                | Turysta                               | Elise Clifton-Ward              |
| 2011 | Kung Fu Panda 2                            |                                       | Tygrysica (głos w ang. wersji)  |
| 2014 | Maleficent                                 | Czarownica                            | Diabolina (tytułowa Czarownica) |
| 2015 | By the Sea                                 | Nad morzem                            | Vanessa                         |
| 2016 | Kung Fu Panda 3                            |                                       | Tygrysica (głos)                |
| 2019 | Maleficent 2                               | Czarownica 2                          | Diabolina (tytułowa Czarownica) |
| 2020 | Come Away                                  | Piotruś Pan i Alicja w Krainie Czarów | Rose Littleton                  |
| 2021 | Those Who Wish Me Dead                     | Ci, którzy życzą mi śmierci           | Hannah                          |
| 2021 | Eternals                                   |                                       | Thena                           |
| 2024 | Maria                                      | Maria Callas                          | Maria Callas                    |

| Rok  | Tytuł oryginalny                                                     | Tytuł polski                | Uwagi                         |
| 2007 | A Place in Time                                                      |                             | film dokumentalny             |
| 2011 | In the Land of Blood and Honey                                       | Kraina miodu i krwi         | melodramat, wojenny           |
| 2014 | Unbroken:A World War II Story of Survival, Resilience and Redemption | Niezłomny                   | biograficzny, dramat, wojenny |
| 2015 | By the Sea                                                           | Nad morzem                  | melodramat                    |
| 2017 | First They Killed My Father                                          | Najpierw zabili mojego ojca | biograficzny, dramat          |